# Тревелес
Тревелес (на испански: Trevélez) е населено място и община в Испания. Намира се в провинция Гранада, в състава на автономната област Андалусия. Общината влиза в състава на района (комарка) Алпухара Гранадина. Заема площ от 91 km². Населението му е 842 души (по данни от 2010 г.).